# Inowrocław (gemeente)
De gemeente Inowrocław is een landgemeente in het Poolse woiwodschap Koejavië-Pommeren, in powiat Inowrocławski.
De zetel van de gemeente is in Inowrocław.
Op 30 juni 2004 telde de gemeente 11 097 inwoners.

## Oppervlakte gegevens
In 2002 bedroeg de totale oppervlakte van gemeente Inowrocław 171,05 km², waarvan:
- agrarisch gebied: 85%
- bossen: 2%

De gemeente beslaat 13,96% van de totale oppervlakte van de powiat.

## Demografie
Stand op 30 juni 2004:
| Omschrijving                   | Totaal | Totaal | Vrouwen | Vrouwen | Mannen | Mannen |
| ------------------------------ | ------ | ------ | ------- | ------- | ------ | ------ |
| eenheid                        | aantal | %      | aantal  | %       | aantal | %      |
| inwoners                       | 11 097 | 100    | 5587    | 50,3    | 5510   | 49,7   |
| bevolkingsdichtheid (inw./km²) | 64,9   | 64,9   | 32,7    | 32,7    | 32,2   | 32,2   |

In 2002 bedroeg het gemiddelde inkomen per inwoner 1609,7 zł.

## Administratieve plaatsen (sołectwo)
Batkowo, Cieślin, Czyste, Gnojno, Góra Kujawska, Jacewo, Jaksice, Komaszyce, Krusza Duchowna-Krusza Zamkowa, Latkowo, Łąkocin, Łojewo, Marcinkowo, Miechówice, Olszewice, Orłowo, Piotrkówice, Pławin, Radłówek, Sikorowo, Sławęcinek, Słońsko, Trzaski, Tupadły, Żalinowo, Kłopot.

## Overige plaatsen
Popowice, Mimowola, Sójkowo, Oporówek, Kruśliwiec, Strzemkowo, Dulsk, Pławinek, Witowy, Borkowo, Jaksiczki, Stefanowo, Dziennice, Balin, Karczyn-Wieś, Ostrowo Krzyckie, Balczewo, Marulewy, Turzany, Turlejewo, Sławęcin, Jaronty, Krusza Podlotowa.

## Aangrenzende gemeenten
Dąbrowa Biskupia, Gniewkowo, Inowrocław, Janikowo, Kruszwica, Pakość, Rojewo, Strzelno, Złotniki Kujawskie